# Falco/Diskografie
Diese Diskografie ist eine Übersicht über die musikalischen Werke des österreichischen Musikers Falco. Den Quellenangaben zufolge hat er bisher mehr als 40 Millionen Tonträger verkauft, darunter allein in seinem Heimatland über 840.000. Falco stand – teils noch nach seinem Tod im Jahr 1998 – bis 2022 16-mal an der Spitze der österreichischen Musikcharts.
Falco veröffentlichte sein erstes Lied That Scene im Jahr 1981. Mit seinem zweiten Stück Der Kommissar gelang ihm der internationale Durchbruch. Das Lied kam in Deutschland und Österreich auf Platz eins und stieg in den Vereinigten Staaten auf Platz zehn der Billboard Dance Club Songs ein.

## Alben

### Studioalben
| Jahr | Titel                            | Höchstplatzierung, Gesamtwochen, AuszeichnungChartplatzierungen (Jahr, Titel, Platzierungen, Wochen, Auszeichnungen, Anmerkungen) | Höchstplatzierung, Gesamtwochen, AuszeichnungChartplatzierungen (Jahr, Titel, Platzierungen, Wochen, Auszeichnungen, Anmerkungen) | Höchstplatzierung, Gesamtwochen, AuszeichnungChartplatzierungen (Jahr, Titel, Platzierungen, Wochen, Auszeichnungen, Anmerkungen) | Höchstplatzierung, Gesamtwochen, AuszeichnungChartplatzierungen (Jahr, Titel, Platzierungen, Wochen, Auszeichnungen, Anmerkungen) | Höchstplatzierung, Gesamtwochen, AuszeichnungChartplatzierungen (Jahr, Titel, Platzierungen, Wochen, Auszeichnungen, Anmerkungen) | Anmerkungen |
| Jahr | Titel                            | DE | AT | CH | UK | US | Anmerkungen |
| ---- | -------------------------------- | --- | --- | --- | --- | --- | --- |
| 1982 | Einzelhaft                       | DE17 a (21 Wo.)DE | AT1 ×2Doppelplatin · (49 Wo.)AT                                                                                                   | — | — | US64 (13 Wo.)US | Erstveröffentlichung: Mai 1982 Produktion: Robert Ponger |
| 1984 | Junge Roemer                     | DE49 b (2 Wo.)DE | AT1 Gold · (11 Wo.)AT | — | — | — | Erstveröffentlichung: April 1984 Produktion: Robert Ponger |
| 1985 | Falco 3                          | DE2 Platin · (33 Wo.)DE | AT1 Platin · (53 Wo.)AT | CH1 Gold · (24 Wo.)CH | UK32 (15 Wo.)UK | US3 Gold · (27 Wo.)US | Erstveröffentlichung: 11. September 1985 Produktion: Bolland & Bolland                                                                                              |
| 1986 | Emotional                        | DE1 Gold · (15 Wo.)DE | AT1 Gold · (19 Wo.)AT | CH5 (9 Wo.)CH | — | — | Erstveröffentlichung: 23. Oktober 1986 Produktion: Bolland & Bolland                                                                                                |
| 1988 | Wiener Blut                      | DE9 (10 Wo.)DE | AT2 (11 Wo.)AT | CH12 (6 Wo.)CH | — | — | Erstveröffentlichung: 15. September 1988 Produktion: Gunther Mende, Candy de Rouge, Bolland & Bolland                                                               |
| 1990 | Data de Groove                   | DE15 c (1 Wo.)DE | AT5 c (11 Wo.)AT | CH53 c (1 Wo.)CH | — | — | Erstveröffentlichung: 25. Mai 1990 Produktion: Robert Ponger |
| 1992 | Nachtflug                        | DE73 (3 Wo.)DE | AT1 Gold · (12 Wo.)AT | — | — | — | Erstveröffentlichung: 24. September 1992 Produktion: Bolland & Bolland, Harald Kloser, Thomas Schobel                                                               |
| 1998 | Out of the Dark (Into the Light) | DE3 Platin · (50 Wo.)DE | AT1 ×2Doppelplatin · (23 Wo.)AT                                                                                                   | CH4 Platin · (25 Wo.)CH | — | — | Erstveröffentlichung: 27. Februar 1998 drei Wochen nach Falcos Tod ursprünglich geplanter Titel: Egoisten                                                           |
| 1999 | Verdammt wir leben noch          | DE35 (4 Wo.)DE | AT3 (5 Wo.)AT | — | — | — | Zusammenstellung von früheren nicht verwendeten Aufnahmen und Remix-Versionen Erstveröffentlichung: Februar 1999                                                    |
| 2009 | The Spirit Never Dies            | DE3 Gold · (23 Wo.)DE | AT1 Platin · (19 Wo.)AT | CH33 (14 Wo.)CH | — | — | Zusammenstellung größtenteils unveröffentlichter Songs, mehrere davon von einem 1987 gescheiterten Vorläufer von Wiener Blut Erstveröffentlichung: 4. Dezember 2009 |

grau schraffiert: keine Chartdaten aus diesem Jahr verfügbar

### Livealben
| Jahr | Titel                                               | Höchstplatzierung, Gesamtwochen, AuszeichnungChartplatzierungen (Jahr, Titel, Platzierungen, Wochen, Auszeichnungen, Anmerkungen) | Höchstplatzierung, Gesamtwochen, AuszeichnungChartplatzierungen (Jahr, Titel, Platzierungen, Wochen, Auszeichnungen, Anmerkungen) | Höchstplatzierung, Gesamtwochen, AuszeichnungChartplatzierungen (Jahr, Titel, Platzierungen, Wochen, Auszeichnungen, Anmerkungen) | Höchstplatzierung, Gesamtwochen, AuszeichnungChartplatzierungen (Jahr, Titel, Platzierungen, Wochen, Auszeichnungen, Anmerkungen) | Höchstplatzierung, Gesamtwochen, AuszeichnungChartplatzierungen (Jahr, Titel, Platzierungen, Wochen, Auszeichnungen, Anmerkungen) | Anmerkungen |
| Jahr | Titel                                               | DE | AT | CH | UK | US | Anmerkungen |
| ---- | --------------------------------------------------- | --- | --- | --- | --- | --- | --- |
| 1999 | Live Forever                                        | DE70 d (1 Wo.)DE | AT19 d (8 Wo.)AT | — | — | — | aufgenommen bei einem Auftritt im Rahmen der Emotional-Tour Erstveröffentlichung: November 1999 |
| 2004 | L.I.V.E. Donauinsel                                 | — | — | — | — | — | aufgenommen beim Donauinselfest in Wien 1993 Erstveröffentlichung: 14. April 2004 zum 20-jährigen Bestehen des Donauinselfests zuvor schon in den DVD-Charts, erst 2013 auch in den offiziellen Albumcharts platziert |
| 2008 | Symphonic                                           | DE15 (11 Wo.)DE | AT1 Platin · (15 Wo.)AT | CH34 (5 Wo.)CH | — | — | großenteils musikalisch nachvertonte Aufnahmen eines Auftritts in Wiener Neustadt 1994 Erstveröffentlichung: 1. Februar 2008 zum 10. Todestag von Falco                                                               |
| 2009 | Donauinsel live                                     | DE92 e (1 Wo.)DE | AT14 (5 Wo.)AT | — | — | — | Erstveröffentlichung: 27. Februar 2009 |
| 2018 | Falco Coming Home – The Tribute Donauinselfest 2017 | — | AT1 (10 Wo.)AT | CH13 (3 Wo.)CH | — | — | Erstveröffentlichung: 2. Februar 2018 zum 20. Todestag von Falco |
| 2022 | Symphonic Live                                      | — | — | — | — | — | Erstveröffentlichung: 23. September 2022 nur als Download |
| 2023 | Rock Me Amadeus – das Falco Musical                 | — | AT6 (1 Wo.)AT | — | — | — | Erstveröffentlichung: 8. Dezember 2023 |

### Kompilationen
| Jahr | Titel                                    | Höchstplatzierung, Gesamtwochen, AuszeichnungChartplatzierungen (Jahr, Titel, Platzierungen, Wochen, Auszeichnungen, Anmerkungen) | Höchstplatzierung, Gesamtwochen, AuszeichnungChartplatzierungen (Jahr, Titel, Platzierungen, Wochen, Auszeichnungen, Anmerkungen) | Höchstplatzierung, Gesamtwochen, AuszeichnungChartplatzierungen (Jahr, Titel, Platzierungen, Wochen, Auszeichnungen, Anmerkungen) | Höchstplatzierung, Gesamtwochen, AuszeichnungChartplatzierungen (Jahr, Titel, Platzierungen, Wochen, Auszeichnungen, Anmerkungen) | Höchstplatzierung, Gesamtwochen, AuszeichnungChartplatzierungen (Jahr, Titel, Platzierungen, Wochen, Auszeichnungen, Anmerkungen) | Anmerkungen |
| Jahr | Titel                                    | DE | AT | CH | UK | US | Anmerkungen |
| ---- | ---------------------------------------- | --- | --- | --- | --- | --- | --- |
| 1991 | The Remix Hit Collection                 | DE51 (13 Wo.)DE | — | — | — | — | Erstveröffentlichung: September 1991 erst posthum in den Charts; enthält Remixe ausgewählter Musiktitel von 1982 bis 1990                                                  |
| 1996 | Greatest Hits                            | — | AT2 Gold · (34 Wo.)AT | — | — | — | Erstveröffentlichung: Dezember 1996 |
| 1997 | Greatest Hits Vol. II                    | — | AT8 (22 Wo.)AT | — | — | — | Erstveröffentlichung: März 1997 |
| 1998 | Best Of                                  | — | AT7 (12 Wo.)AT | — | — | — | Erstveröffentlichung: Februar 1998 |
| 1998 | The Hit-Singles                          | DE7 Gold · (23 Wo.)DE | — | — | — | — | Erstveröffentlichung: Mai 1998 |
| 1999 | The Final Curtain – The Ultimate Best Of | DE2 Gold · (28 Wo.)DE | AT1 Platin · (38 Wo.)AT | CH6 Gold · (14 Wo.)CH | — | — | Erstveröffentlichung: Februar 1999 |
| 2007 | Hoch wie nie                             | DE2 Platin · (25 Wo.)DE | AT1 ×3Dreifachplatin · (35 Wo.)AT                                                                                                 | CH5 Gold · (12 Wo.)CH | — | — | Erstveröffentlichung: Februar 2007 zum 50. Geburtstag Falcos wiederveröffentlicht am 1. Februar 2008 zum 10. Todestag, erreichte nochmals Platz 2 in AT und Platz 28 in DE |
| 2008 | The Ultimate Collection                  | — | — | — | — | — | Erstveröffentlichung: 15. Juli 2008 |
| 2012 | So80s presents Falco                     | — | AT48 (2 Wo.)AT | — | — | — | Erstveröffentlichung: Dezember 2012 Sammlung von Maxi-CD-Versionen aus den Jahren 1981 bis 1988                                                                            |
| 2015 | Original Album Classics                  | — | AT33 (4 Wo.)AT | — | — | — | Erstveröffentlichung: 28. August 2015 5-CD-Boxset Charteintritt erst im März 2017                                                                                          |
| 2017 | Falco 60                                 | DE3 Gold · (22 Wo.)DE | AT1 ×2Doppelplatin · (95 Wo.)AT                                                                                                   | CH3 (14 Wo.)CH | — | — | Erstveröffentlichung: 17. Februar 2017 zum 60. Geburtstag Falcos |
| 2022 | The Sound of Musik                       | DE4 (5 Wo.)DE | AT1 (11 Wo.)AT | CH44 (3 Wo.)CH | — | — | Erstveröffentlichung: 4. Februar 2022 zum 65. Geburtstag Falcos |
| 2022 | Falco                                    | DE13 (3 Wo.)DE | AT3 (2 Wo.)AT | — | — | — | Erstveröffentlichung: 11. Februar 2022 |

Folgende Kompilationen wurden als Teil von Best-of-Reihen bzw. Großhandelsaktionen oder inoffiziell von verschiedenen Plattenfirmen veröffentlicht:
- 1984: Falco
- 1990: Golden Stars
- 1991: Rock Me Amadeus
- 1994: Amadeus
- 1994: Der Kommissar
- 1995: Meisterstücke
- 1996: Meine schönsten Erfolge
- 1996: The Remix-Album
- 1998: Golden Ballads [OMN 70159] – „OMEN Records under Exclusive Licence to WEAR Music World Club“
- 1999: Greatest Hits
- 1999: Falco Gold
- 2000: Zuviel Hitze
- 2000: Falco Rides Again
- 2000: Portrait
- 2001: Helden von Heute (DE: Platin)
- 2004: Austropop Kult
- 2006: Gold Award: Falco 3
- 2007: Der Kommissar – Best Of
- 2008: Essential 1992–1998
- 2008: Emotional/Live Forever

### EPs
| Jahr | Titel         | Höchstplatzierung, Gesamtwochen, AuszeichnungChartplatzierungen (Jahr, Titel, Platzierungen, Wochen, Auszeichnungen, Anmerkungen) | Höchstplatzierung, Gesamtwochen, AuszeichnungChartplatzierungen (Jahr, Titel, Platzierungen, Wochen, Auszeichnungen, Anmerkungen) | Höchstplatzierung, Gesamtwochen, AuszeichnungChartplatzierungen (Jahr, Titel, Platzierungen, Wochen, Auszeichnungen, Anmerkungen) | Höchstplatzierung, Gesamtwochen, AuszeichnungChartplatzierungen (Jahr, Titel, Platzierungen, Wochen, Auszeichnungen, Anmerkungen) | Höchstplatzierung, Gesamtwochen, AuszeichnungChartplatzierungen (Jahr, Titel, Platzierungen, Wochen, Auszeichnungen, Anmerkungen) | Anmerkungen                            |
| Jahr | Titel         | DE | AT | CH | UK | US | Anmerkungen                            |
| ---- | ------------- | --- | --- | --- | --- | --- | -------------------------------------- |
| 2022 | Jeanny Part 1 | — | AT11 (1 Wo.)AT | — | — | — | Erstveröffentlichung: 11. Februar 2022 |

### Tributealben
| Jahr | Titel                       | Höchstplatzierung, Gesamtwochen, AuszeichnungChartplatzierungen (Jahr, Titel, Platzierungen, Wochen, Auszeichnungen, Anmerkungen) | Höchstplatzierung, Gesamtwochen, AuszeichnungChartplatzierungen (Jahr, Titel, Platzierungen, Wochen, Auszeichnungen, Anmerkungen) | Höchstplatzierung, Gesamtwochen, AuszeichnungChartplatzierungen (Jahr, Titel, Platzierungen, Wochen, Auszeichnungen, Anmerkungen) | Höchstplatzierung, Gesamtwochen, AuszeichnungChartplatzierungen (Jahr, Titel, Platzierungen, Wochen, Auszeichnungen, Anmerkungen) | Höchstplatzierung, Gesamtwochen, AuszeichnungChartplatzierungen (Jahr, Titel, Platzierungen, Wochen, Auszeichnungen, Anmerkungen) | Anmerkungen                        |
| Jahr | Titel                       | DE | AT | CH | UK | US | Anmerkungen                        |
| ---- | --------------------------- | --- | --- | --- | --- | --- | ---------------------------------- |
| 2018 | Falco – Sterben um zu leben | DE18 (3 Wo.)DE | AT12 (4 Wo.)AT | CH51 (1 Wo.)CH | — | — | Erstveröffentlichung: 25. Mai 2018 |

## Singles

### Als Leadmusiker
| Jahr | Titel Album                                                           | Höchstplatzierung, Gesamtwochen, AuszeichnungChartplatzierungen (Jahr, Titel, Album, Platzierungen, Wochen, Auszeichnungen, Anmerkungen) | Höchstplatzierung, Gesamtwochen, AuszeichnungChartplatzierungen (Jahr, Titel, Album, Platzierungen, Wochen, Auszeichnungen, Anmerkungen) | Höchstplatzierung, Gesamtwochen, AuszeichnungChartplatzierungen (Jahr, Titel, Album, Platzierungen, Wochen, Auszeichnungen, Anmerkungen) | Höchstplatzierung, Gesamtwochen, AuszeichnungChartplatzierungen (Jahr, Titel, Album, Platzierungen, Wochen, Auszeichnungen, Anmerkungen) | Höchstplatzierung, Gesamtwochen, AuszeichnungChartplatzierungen (Jahr, Titel, Album, Platzierungen, Wochen, Auszeichnungen, Anmerkungen) | Anmerkungen                                                            |
| Jahr | Titel Album                                                           | DE | AT | CH | UK | US | Anmerkungen                                                            |
| --- | --------------------------------------------------------------------- | --- | --- | --- | --- | --- | ---------------------------------------------------------------------- |
| 1981 | That Scene –                                                          | — | — | — | — | — | Erstveröffentlichung: 15. September 1981                               |
| 1981 | Der Kommissar Einzelhaft                                              | DE1 Gold · (29 Wo.)DE | AT1 Gold · (18 Wo.)AT | CH2 (10 Wo.)CH | — | US72 (8 Wo.)US | Erstveröffentlichung: 11. Dezember 1981                                |
| 1982 | Maschine brennt Einzelhaft                                            | DE10 (17 Wo.)DE | AT4 (10 Wo.)AT | — | — | — | Erstveröffentlichung: 29. Juni 1982                                    |
| 1984 | Junge Roemer                                                          | — | AT8 (11 Wo.)AT | CH24 (3 Wo.)CH | — | — | Erstveröffentlichung: April 1984                                       |
| 1984 | Nur mit Dir Junge Roemer                                              | — | — | — | — | — | Erstveröffentlichung: 1984                                             |
| 1984 | Kann es Liebe sein? Junge Roemer (Deluxe Edition)                     | — | — | — | — | — | Erstveröffentlichung: 1984 mit Désirée Nosbusch                        |
| 1985 | Rock Me Amadeus Falco 3                                               | DE1 Gold · (23 Wo.)DE | AT1 Gold · (24 Wo.)AT | CH2 (20 Wo.)CH | UK1 Gold · (15 Wo.)UK | US1 Platin · (17 Wo.)US | Erstveröffentlichung: Mai 1985                                         |
| 1985 | Vienna Calling Falco 3                                                | DE4 (19 Wo.)DE | AT3 (16 Wo.)AT | CH7 (11 Wo.)CH | UK10 (9 Wo.)UK | US18 (14 Wo.)US | Erstveröffentlichung: September 1985                                   |
| 1985 | Jeanny, Part I Falco 3                                                | DE1 Gold · (21 Wo.)DE | AT1 Gold · (19 Wo.)AT | CH1 (16 Wo.)CH | UK68 (4 Wo.)UK | — | Erstveröffentlichung: Dezember 1985                                    |
| 1986 | The Sound of Musik Emotional                                          | DE4 (17 Wo.)DE | AT4 (14 Wo.)AT | CH11 (8 Wo.)CH | UK61 (3 Wo.)UK | — | Erstveröffentlichung: Juni 1986                                        |
| 1986 | Coming Home (Jeanny Part 2, ein Jahr danach) Emotional                | DE1 (16 Wo.)DE | AT4 (15 Wo.)AT | CH3 (9 Wo.)CH | — | — | Erstveröffentlichung: Oktober 1986                                     |
| 1987 | Emotional                                                             | DE50 (5 Wo.)DE | — | — | UK85 (3 Wo.)UK | — | Erstveröffentlichung: April 1987                                       |
| 1987 | Body Next to Body –                                                   | DE22 (10 Wo.)DE | AT6 (13 Wo.)AT | — | — | — | Erstveröffentlichung: November 1987 als „Falco meets Brigitte Nielsen“ |
| 1988 | Wiener Blut                                                           | DE9 (11 Wo.)DE | AT4 (10 Wo.)AT | CH24 (5 Wo.)CH | — | — | Erstveröffentlichung: August 1988                                      |
| 1988 | Satellite to Satellite Wiener Blut                                    | — | — | — | — | — | Erstveröffentlichung: 1988                                             |
| 1990 | Data De Groove                                                        | — | AT12 (5 Wo.)AT | — | — | — | Erstveröffentlichung: Mai 1990                                         |
| 1990 | Charisma Kommando Data De Groove                                      | — | — | — | — | — | Erstveröffentlichung: 19. August 1990                                  |
| 1992 | Titanic Nachtflug                                                     | DE47 (4 Wo.)DE | AT3 (18 Wo.)AT | — | — | — | Erstveröffentlichung: Juni 1992                                        |
| 1992 | Dance Mephisto Nachtflug                                              | — | AT17 (3 Wo.)AT | — | — | — | Erstveröffentlichung: Oktober 1992                                     |
| 1992 | Nachtflug                                                             | — | — | — | — | — | Erstveröffentlichung: 1992                                             |
| 1996 | Mutter, der Mann mit dem Koks ist da Out of the Dark (Into the Light) | DE11 (18 Wo.)DE | AT3 Gold · (18 Wo.)AT | CH30 (5 Wo.)CH | — | — | Erstveröffentlichung: 5. Februar 1996 als „T>>MA A.K.A. FALCO“         |
| 1996 | Naked Out of the Dark (Into the Light)                                | DE50 (8 Wo.)DE | AT4 (13 Wo.)AT | — | — | — | Erstveröffentlichung: 1. August 1996 als „Falco feat. T>>MB“           |
| 1998 | Out of the Dark Out of the Dark (Into the Light)                      | DE2 ×3Dreifachgold · (26 Wo.)DE | AT2 Gold · (14 Wo.)AT | CH3 (23 Wo.)CH | — | — | Erstveröffentlichung: 20. März 1998                                    |
| 1998 | Der Kommissar (Jason Nevins and Club 69 Remixes) –                    | — | AT39 (1 Wo.)AT | — | — | — | Erstveröffentlichung: 27. April 1998                                   |
| 1998 | Egoist Out of the Dark (Into the Light)                               | DE4 Gold · (20 Wo.)DE | AT6 (18 Wo.)AT | CH19 (15 Wo.)CH | — | — | Erstveröffentlichung: 31. August 1998                                  |
| 1999 | Push! Push! The Final Curtain – The Ultimate Best Of                  | DE50 (6 Wo.)DE | AT9 (11 Wo.)AT | — | — | — | Erstveröffentlichung: 18. Januar 1999                                  |
| 1999 | Verdammt wir leben noch                                               | — | AT26 (4 Wo.)AT | — | — | — | Erstveröffentlichung: 27. September 1999                               |
| 2007 | Männer des Westens (T. Börger Version 2007) Hoch wie nie              | DE55 (5 Wo.)DE | AT14 (7 Wo.)AT | — | — | — | Erstveröffentlichung: 16. Februar 2007                                 |
| 2008 | Der Kommissar 2008 Symphonic                                          | — | AT49 (5 Wo.)AT | — | — | — | Erstveröffentlichung: 1. Februar 2008                                  |
| 2008 | Die Königin von Eschnapur 2008 Symphonic                              | — | — | — | — | — | Erstveröffentlichung: 23. Mai 2008 Veröffentlichung nur in Österreich  |
| 2009 | The Spirit Never Dies (Jeanny Final) The Spirit Never Dies            | — | AT3 (13 Wo.)AT | — | — | — | Erstveröffentlichung: 4. Dezember 2009                                 |
| 2010 | Kissing in the Kremlin The Spirit Never Dies                          | — | — | — | — | — | Erstveröffentlichung: 19. Februar 2010                                 |
| 2018 | Der Kommissar Falco Coming Home – The Tribute Donauinselfest 2017     | — | — | — | — | — | Erstveröffentlichung: 21. April 2018 feat. Fettes Brot                 |
| Folgende Lieder erschienen nicht als Single, wurden aber durch das Album zum Download und Streaming bereitgestellt und konnten somit eine Platzierung erlangen: |                                                                       | | | | | |                                                                        |
| |                                                                       | | | | | |                                                                        |
| 2017 | Ganz Wien Einzelhaft                                                  | — | AT72 (1 Wo.)AT | — | — | — | Charteinstieg: 3. März 2017                                            |

### Als Gastmusiker
| Jahr | Titel Album                                                     | Höchstplatzierung, Gesamtwochen, AuszeichnungChartplatzierungen (Jahr, Titel, Album, Platzierungen, Wochen, Auszeichnungen, Anmerkungen) | Höchstplatzierung, Gesamtwochen, AuszeichnungChartplatzierungen (Jahr, Titel, Album, Platzierungen, Wochen, Auszeichnungen, Anmerkungen) | Höchstplatzierung, Gesamtwochen, AuszeichnungChartplatzierungen (Jahr, Titel, Album, Platzierungen, Wochen, Auszeichnungen, Anmerkungen) | Höchstplatzierung, Gesamtwochen, AuszeichnungChartplatzierungen (Jahr, Titel, Album, Platzierungen, Wochen, Auszeichnungen, Anmerkungen) | Höchstplatzierung, Gesamtwochen, AuszeichnungChartplatzierungen (Jahr, Titel, Album, Platzierungen, Wochen, Auszeichnungen, Anmerkungen) | Anmerkungen                                              |
| Jahr | Titel Album                                                     | DE | AT | CH | UK | US | Anmerkungen                                              |
| ---- | --------------------------------------------------------------- | --- | --- | --- | --- | --- | -------------------------------------------------------- |
| 2014 | Zwischen Zeit und Raum Camouflage / Falco – Sterben um zu leben | — | AT14 (11 Wo.)AT | — | — | — | Erstveröffentlichung: 15. August 2014 Nazar mit Falco    |
| 2018 | Rock Me Amadeus Falco – Sterben um zu leben                     | DE71 (2 Wo.)DE | AT63 (1 Wo.)AT | — | — | — | Erstveröffentlichung: 27. April 2018 Sun Diego mit Falco |
| 2021 | Rock Me Amadeus Zurück in die Zukunft                           | — | — | — | — | — | Erstveröffentlichung: 20. August 2021 LaFee mit Falco    |

## Videoalben
| Jahr | Titel Musiklabel                          | Höchstplatzierung, Gesamtwochen, AuszeichnungChartplatzierungen (Jahr, Titel, Musiklabel, Platzierungen, Wochen, Auszeichnungen, Anmerkungen) | Höchstplatzierung, Gesamtwochen, AuszeichnungChartplatzierungen (Jahr, Titel, Musiklabel, Platzierungen, Wochen, Auszeichnungen, Anmerkungen) | Höchstplatzierung, Gesamtwochen, AuszeichnungChartplatzierungen (Jahr, Titel, Musiklabel, Platzierungen, Wochen, Auszeichnungen, Anmerkungen) | Höchstplatzierung, Gesamtwochen, AuszeichnungChartplatzierungen (Jahr, Titel, Musiklabel, Platzierungen, Wochen, Auszeichnungen, Anmerkungen) | Höchstplatzierung, Gesamtwochen, AuszeichnungChartplatzierungen (Jahr, Titel, Musiklabel, Platzierungen, Wochen, Auszeichnungen, Anmerkungen) | Anmerkungen                                                |
| Jahr | Titel Musiklabel                          | DE | AT | CH | UK | US | Anmerkungen                                                |
| ---- | ----------------------------------------- | --- | --- | --- | --- | --- | ---------------------------------------------------------- |
| 1986 | Rock Me Falco A&M Video                   | — | — | — | — | US17 (10 Wo.)US | Erstveröffentlichung: 18. April 1986                       |
| 1998 | The Falco Show A&M Video                  | — | — | — | — | US24 (8 Wo.)US | Erstveröffentlichung: 22. November 1998                    |
| 2000 | Everything Sony BMG                       | — | AT— PlatinAT | — | — | — | Erstveröffentlichung: 7. Februar 2000 Verkäufe: + 10.000   |
| 2004 | L.I.V.E. Donauinsel Sony BMG              | — | — | — | — | — | Erstveröffentlichung: 14. April 2004                       |
| 2007 | Hoch wie nie Sony BMG                     | — | AT— ×2DoppelplatinAT | — | — | — | Erstveröffentlichung: 12. Dezember 2007 Verkäufe: + 20.000 |
| 2008 | Symphonic Sony BMG                        | — | AT— ×2DoppelplatinAT | CH10 (1 Wo.)CH | — | — | Erstveröffentlichung: 3. Februar 2008 Verkäufe: + 20.000   |
| 2008 | Donauinsel Live Sony BMG                  | — | AT— GoldAT | — | — | — | Erstveröffentlichung: 5. September 2008 Verkäufe: + 5.000  |
| 2008 | Falco – Verdammt wir leben noch! Sony BMG | — | — | — | — | — | Erstveröffentlichung: 8. Oktober 2008                      |
| 2010 | Falco – Der Poet Sony Music               | — | — | — | — | — | Erstveröffentlichung: 16. Juli 2010                        |
| 2017 | Falco 60 Sony Music                       | — | — | CH3 (3 Wo.)CH | — | — | Erstveröffentlichung: 17. Februar 2017                     |

## Promoveröffentlichungen
| Jahr | Titel Alben                    | Anmerkungen                                                                     |
| ---- | ------------------------------ | ------------------------------------------------------------------------------- |
| 1982 | Auf der Flucht Einzelhaft      | Veröffentlichung nur in Frankreich                                              |
| 1982 | On the Run –                   | Veröffentlichung nur in den USA und Kanada englische Version von Auf der Flucht |
| 1982 | Zuviel Hitze Einzelhaft        | Veröffentlichung nur in Deutschland                                             |
| 1988 | Garbo Wiener Blut              | Veröffentlichung nur in Frankreich                                              |
| 1988 | Do It Again Wiener Blut        | Veröffentlichung nur in den USA                                                 |
| 1992 | Der Kommissar (Part 2) –       | Veröffentlichung nur in Deutschland                                             |
| 1993 | Monarchy Now Nachtflug         | Veröffentlichung nur in Österreich                                              |
| 1999 | Europa Verdammt wir leben noch | Veröffentlichung nur in Europa                                                  |

## Statistik

### Chartauswertung
|                     | DE     | AT     | CH     | UK    | US    |
| ------------------- | ------ | ------ | ------ | ----- | ----- |
| Nummer-eins-Alben   | DE1DE  | AT13AT | CH1CH  | UK—UK | US—US |
| Top-10-Alben        | DE10DE | AT21AT | CH6CH  | UK—UK | US1US |
| Alben in den Charts | DE21DE | AT27AT | CH13CH | UK1UK | US2US |

|                       | DE     | AT     | CH     | UK    | US    |
| --------------------- | ------ | ------ | ------ | ----- | ----- |
| Nummer-eins-Singles   | DE4DE  | AT3AT  | CH1CH  | UK1UK | US1US |
| Top-10-Singles        | DE10DE | AT17AT | CH6CH  | UK2UK | US1US |
| Singles in den Charts | DE18DE | AT26AT | CH11CH | UK5UK | US3US |

|                          | DE    | AT    | CH    | UK    | US    |
| ------------------------ | ----- | ----- | ----- | ----- | ----- |
| Nummer-eins-Videoalben   | DE—DE | AT—AT | CH—CH | UK—UK | US—US |
| Top-10-Videoalben        | DE—DE | AT—AT | CH2CH | UK—UK | US—US |
| Videoalben in den Charts | DE—DE | AT—AT | CH2CH | UK—UK | US2US |

### Auszeichnungen für Musikverkäufe
| Goldene Schallplatte - Frankreich - 1982: für die Single Der Kommissar - Neuseeland - 1984: für die Single Der Kommissar - 1986: für die Single Rock Me Amadeus - 1987: für das Album Falco 3 - Niederlande - 1986: für die Single Jeanny, Part I | Platin-Schallplatte - Kanada - 1986: für das Album Falco 3 - 1986: für die Single Rock Me Amadeus |

Anmerkung: Auszeichnungen in Ländern aus den Charttabellen bzw. Chartboxen sind in ebendiesen zu finden.
| Land/RegionAuszeichnungen für Musikverkäufe (Land/Region, Auszeichnungen, Verkäufe, Quellen) | Gold       | Platin       | Verkäufe  | Quellen                   |
| -------------------------------------------------------------------------------------------- | ---------- | ------------ | --------- | ------------------------- |
| Deutschland (BVMI)                                                                           | 10× Gold10 | 6× Platin6   | 4.725.000 | musikindustrie.de         |
| Frankreich (SNEP)                                                                            | Gold1      | —            | 592.000   | infodisc.fr               |
| Kanada (MC)                                                                                  | —          | 2× Platin2   | 200.000   | musiccanada.com           |
| Neuseeland (RMNZ)                                                                            | 3× Gold3   | —            | 30.000    | aotearoamusiccharts.co.nz |
| Niederlande (NVPI)                                                                           | Gold1      | —            | 75.000    | nvpi.nl                   |
| Österreich (IFPI)                                                                            | 10× Gold10 | 18× Platin18 | 840.000   | ifpi.at                   |
| Schweiz (IFPI)                                                                               | 3× Gold3   | Platin1      | 105.000   | hitparade.ch              |
| Vereinigte Staaten (RIAA)                                                                    | Gold1      | Platin1      | 2.500.000 | riaa.com                  |
| Vereinigtes Königreich (BPI)                                                                 | Gold1      | —            | 500.000   | bpi.co.uk                 |
| Insgesamt                                                                                    | 30× Gold30 | 28× Platin28 |           |                           |

## Trivia
Pascal Gabriel, welcher später auch an Musik von Dido oder Kylie Minogue mitschrieb, brachte 1991 Remix-Versionen von Rock Me Amadeus und Der Kommissar als Singles zum Album The Remix Hit Collection heraus.
Tribute to Falco von „The Bolland Project feat. Alida“ erreichte 1998 Platz 95 in den deutschen Charts.
2004 wurde zur österreichischen Vorentscheidung zum Eurovision Song Contest der von Falco geschriebene, aber bis dahin unveröffentlichte Titel Sexuality, gesungen von André Leherb, eingereicht. Er belegte den neunten und damit vorletzten Platz.

### Falco im Film
Mitte der 1980er versuchte sich Falco auch als Schauspieler. Er wirkte in Der Formel Eins Film und Geld oder Leber!, an der Seite von Mike Krüger, mit. Beide Male spielte er sich selbst.
Außerdem spielte er noch vor seinem Durchbruch 1981 einen Bassisten in einer Folge der österreichischen Krimiserie Kottan ermittelt.

### Verfilmung
Falcos Leben wurde 2007 vom Grazer Regisseur Thomas Roth verfilmt. Falco – Verdammt, wir leben noch! kam am 7. Februar 2008 in die österreichischen Kinos, am 5. Juni 2008 lief er in Deutschland an. In der Hauptrolle steht der österreichische Sänger der Band Mondscheiner Manuel Rubey. Schon kurz nach dem Filmstart in Österreich avancierte der Film zu einer der erfolgreichsten österreichischen Produktionen, die Kritiken fielen jedoch teils negativ aus.